# Saint-Élier
Saint-Élier is een gemeente in het Franse departement Eure (regio Normandië) en telt 502 inwoners (1999). De plaats maakt deel uit van het arrondissement Évreux.

## Geografie
De oppervlakte van Saint-Élier bedraagt 2,3 km², de bevolkingsdichtheid is 218,3 inwoners per km².
De onderstaande kaart toont de ligging van Saint-Élier met de belangrijkste infrastructuur en aangrenzende gemeenten.

## Demografie
Onderstaande figuur toont het verloop van het inwonertal (bron: INSEE-tellingen).